# Шашилов, Михаил Викторович
Михаил Викторович Шашилов (род. 3 апреля 1959, Свердловск, СССР) — советский и российский спортсмен, Мастер спорта СССР, Заслуженный тренер РСФСР по биатлону.

## Биография
Начал заниматься спортом в 1972 году, в возрасте 13 лет. Посещал занятия в секции лыжных гонок в ДЮСШ учебно-тренировочной базы ФСО «Динамо» под руководством тренера Андрея Ивановича Федотова. Примерно тогда же становится призёром городского первенства по лыжным гонкам.
После окончания школы был призван на срочную службу в ряды Внутренних войск МВД СССР, был отправлен в спортивную роту. Во время службы стал призёром Всесоюзных соревнований по биатлону. Тренировался у тренеров Н. И. Романова и В. М. Путрова на учебно-тренировочной базе биатлона ФСО «Динамо». Был удостоен звания «Мастер спорта СССР» по биатлону в 1982 году.
Является призёром чемпионата СССР по биатлону, а также обладателем Кубка Урала.
В 1985 году стал тренером по биатлону в одной из ДЮСШ Свердловска. В том же году поступил на заочное отделение Омского государственного института физической культуры. С 1990 года работает тренером в Екатеринбургском училище олимпийского резерва № 1.
За годы тренерской работы Михаил Викторович подготовил ряд выдающихся спортсменов: заслуженного мастера спорта, чемпионку Европы и Мира Ирину Милешину; мастеров спорта международного класса: призера Олимпийских игр 1992 года Елену Мельникову; чемпиона Мира по летнему биатлону Алексея Ковязина; победительницу первенства Европы и Мира среди юниоров Ларису Питателеву; чемпионку России Галину Мезенцеву; чемпионку мира и Европы среди юниоров Светлану Миронову и других.

## Награды
- Медаль ордена «За заслуги перед Отечеством» II степени (26 января 2023 года) — за обеспечение успешной подготовки спортсменов, добившихся высоких спортивных достижений на XXIV Олимпийских зимних играх 2022 года в городе Пекине (Китайская Народная Республика)[3]
- Мастер спорта СССР
- Заслуженный тренер РСФСР по биатлону